# Svend Jensen
Svend Aage Julius Jensen (ur. 6 października 1905 w Kopenhadze, zm. 25 kwietnia 1979) – piłkarz duński, występujący na pozycji bramkarza.
W latach 1927–1939 rozegrał 41 meczów w reprezentacji Danii. Z zespołem B 1893 sześciokrotnie zdobył mistrzostwo Danii (1927, 1929, 1930, 1934, 1935, 1939).